# Lidečko
Lidečko (německy Lideczko, v letech 1939–1945 Klein Litsch) je obec v okrese Vsetín ve Zlínském kraji. Leží šestnáct kilometrů jižně od Vsetína v údolí řeky Senice. Žije zde přibližně 1 800 obyvatel.

## Historie
Název obce Lidečko se používal od počátku její historie (1424), kdy obec, tehdy v brumovském panství, král Zikmund předal do zástavy Miroslavovi z Cimburka. Od roku 1850 patřila obec do okresu Valašské Klobouky, okresu Uherský Brod (1869–1931), okresu Valašské Klobouky (1950) a okresu Vsetín (1961–1970). Součástí obce jsou samoty Popelišovy Paseky a Račné.
První písemná zmínka o obci pochází tedy z roku 1424. Nejstarší dochovaný otisk obecní pečeti je na dokumentech rektifikačních akt z roku 1749.

## Obyvatelstvo
| Rok            | 1869 | 1880  | 1890  | 1900  | 1910  | 1921  | 1930  | 1950  | 1961  | 1970  | 1980  | 1991  | 2001  | 2011  | 2021  |
| -------------- | ---- | ----- | ----- | ----- | ----- | ----- | ----- | ----- | ----- | ----- | ----- | ----- | ----- | ----- | ----- |
| Počet obyvatel | 958  | 1 078 | 1 092 | 1 159 | 1 182 | 1 219 | 1 330 | 1 472 | 1 782 | 1 914 | 1 877 | 1 784 | 1 825 | 1 790 | 1 719 |
| Počet domů     | 161  | 173   | 176   | 178   | 183   | 197   | 224   | 280   | 314   | 375   | 405   | 464   | 498   | 495   | 524   |

## Obecní symboly
Znak a vlajka byly obci uděleny rozhodnutím předsedy Poslanecké sněmovny Parlamentu České republiky dne 15. prosince 1998.

## Doprava
Obcí podélně prochází silnice I/57 a železniční trať Hranice na Moravě - Púchov.

## Spolky
V obci působí 15 zájmových spolků a sdružení.

## Škola
Roku 1645 byl na lidečskou faru dosazen Tomáš Fabricius. V soupise obročí k roku 1651 farář uvedl, že fara i škola jsou podle jeho mínění v pořádku. V roce 1837 byla postavena nová škola. Od roku 1890 je již škola trojtřídní a v roce 1893 se dočkala nové budovy.

## Pamětihodnosti

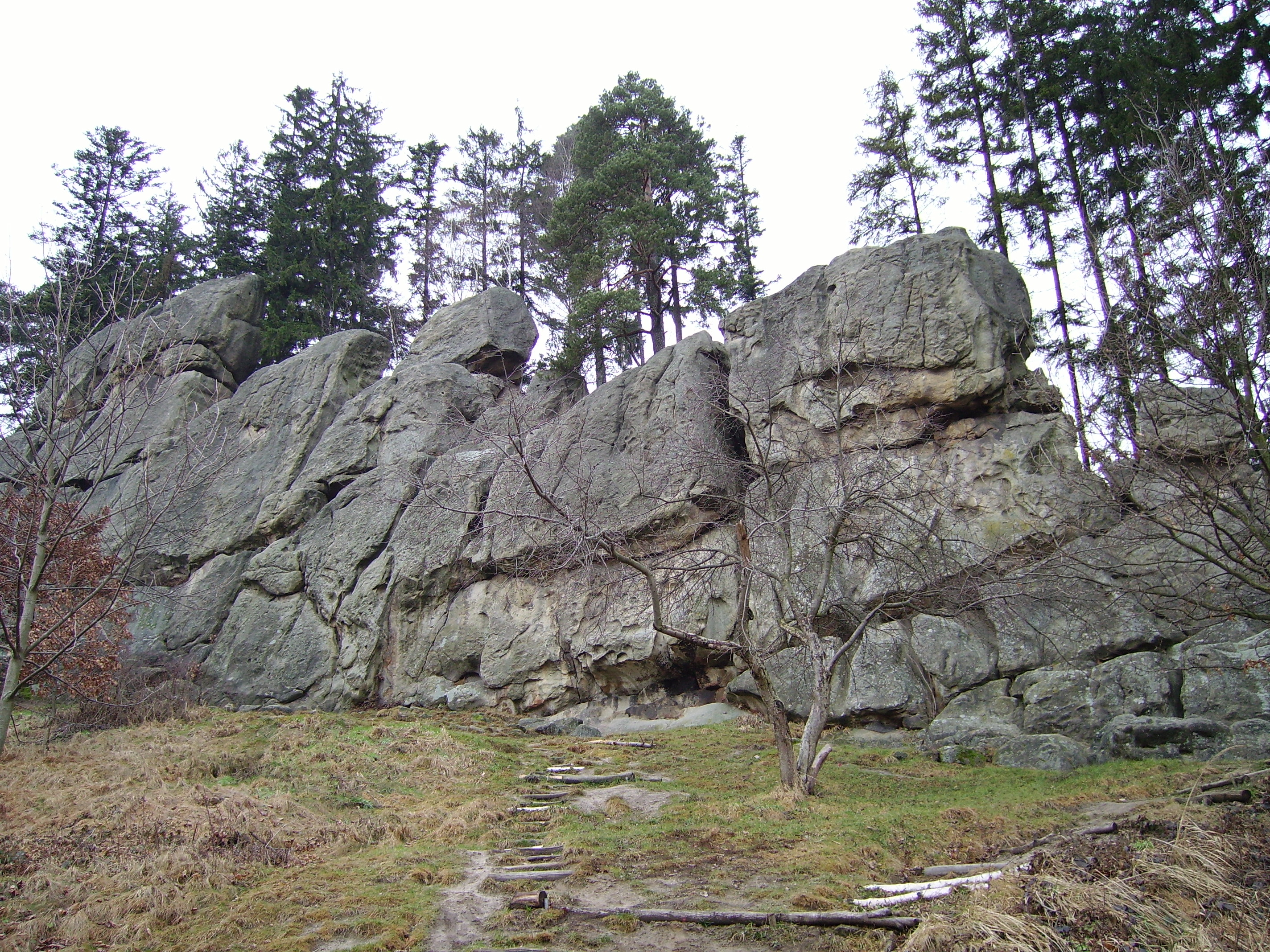
Přírodní památka Čertovy skály

- Kostel svaté Kateřiny Sinajské je nejstarší historickou památkou z roku 1700. Kostel byl vystavěn na místě původního kostela z roku 1511. Tento původní kostel byl zničen po tatarských nájezdech v 17. století. Jsou zde tři zvony z roku 1665.
- Boží muka
- přírodní památka Čertovy skály

## Fotogalerie

Lidečko
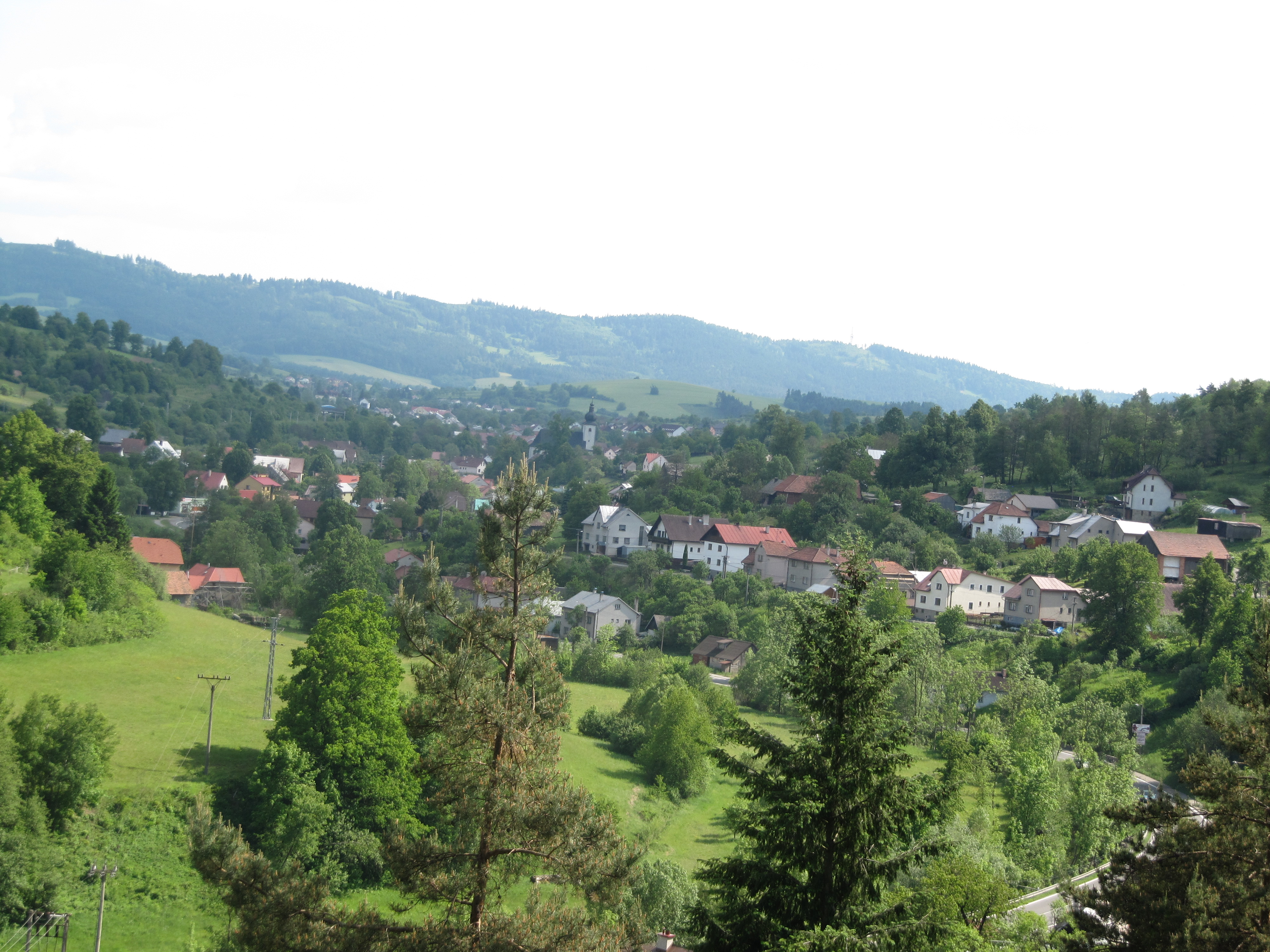
Celkový pohled
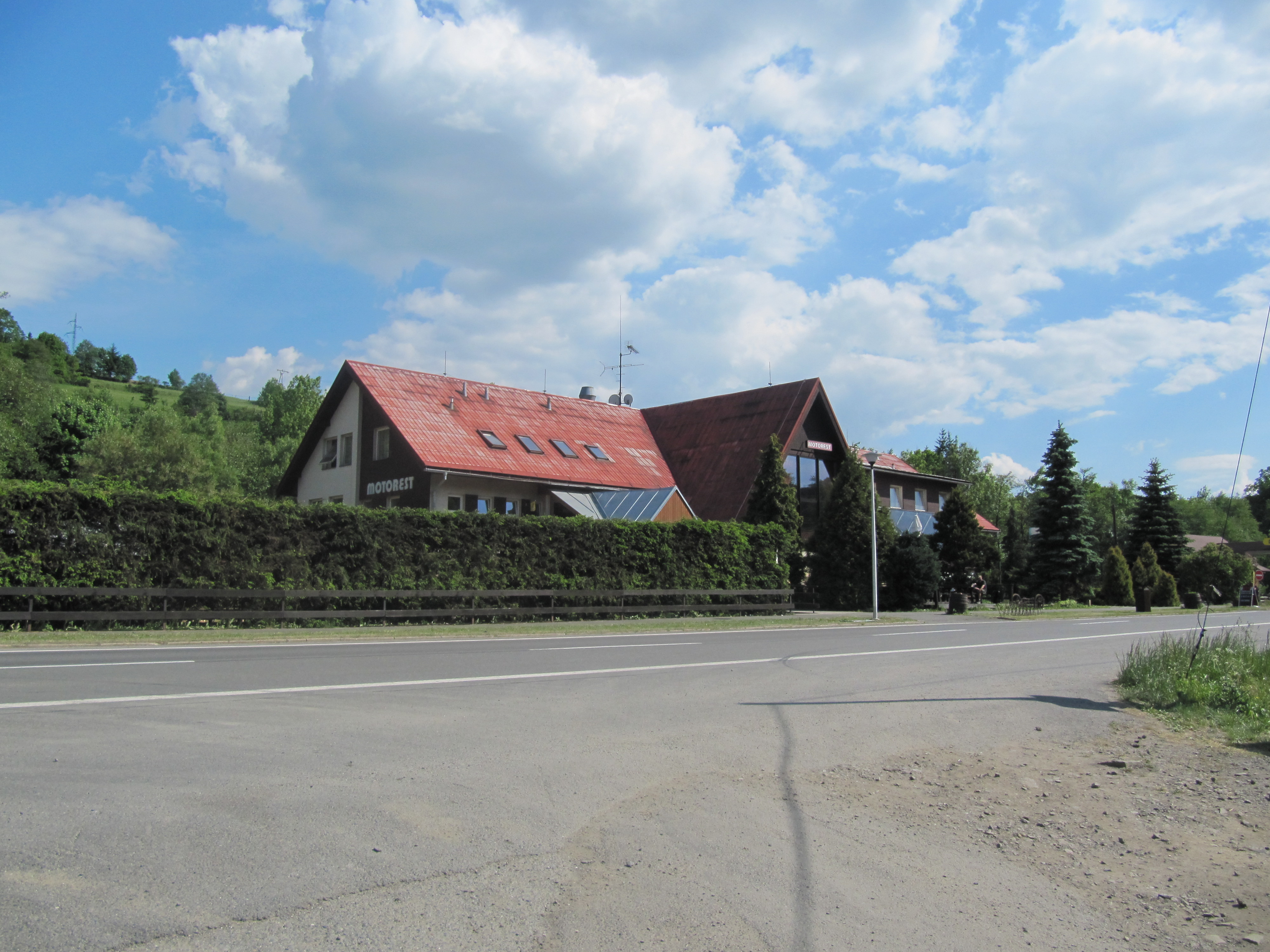
Motorest
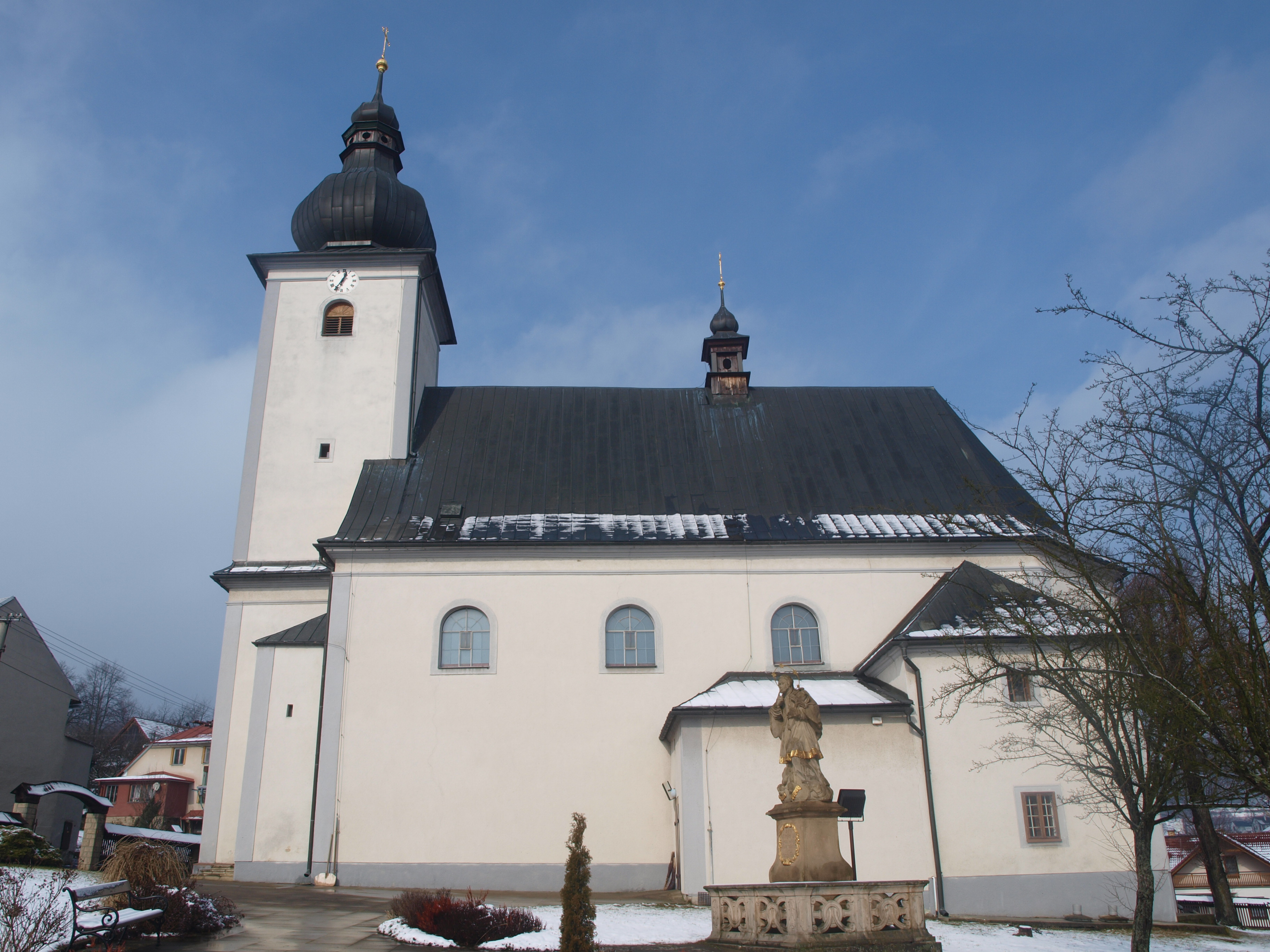
Kostel
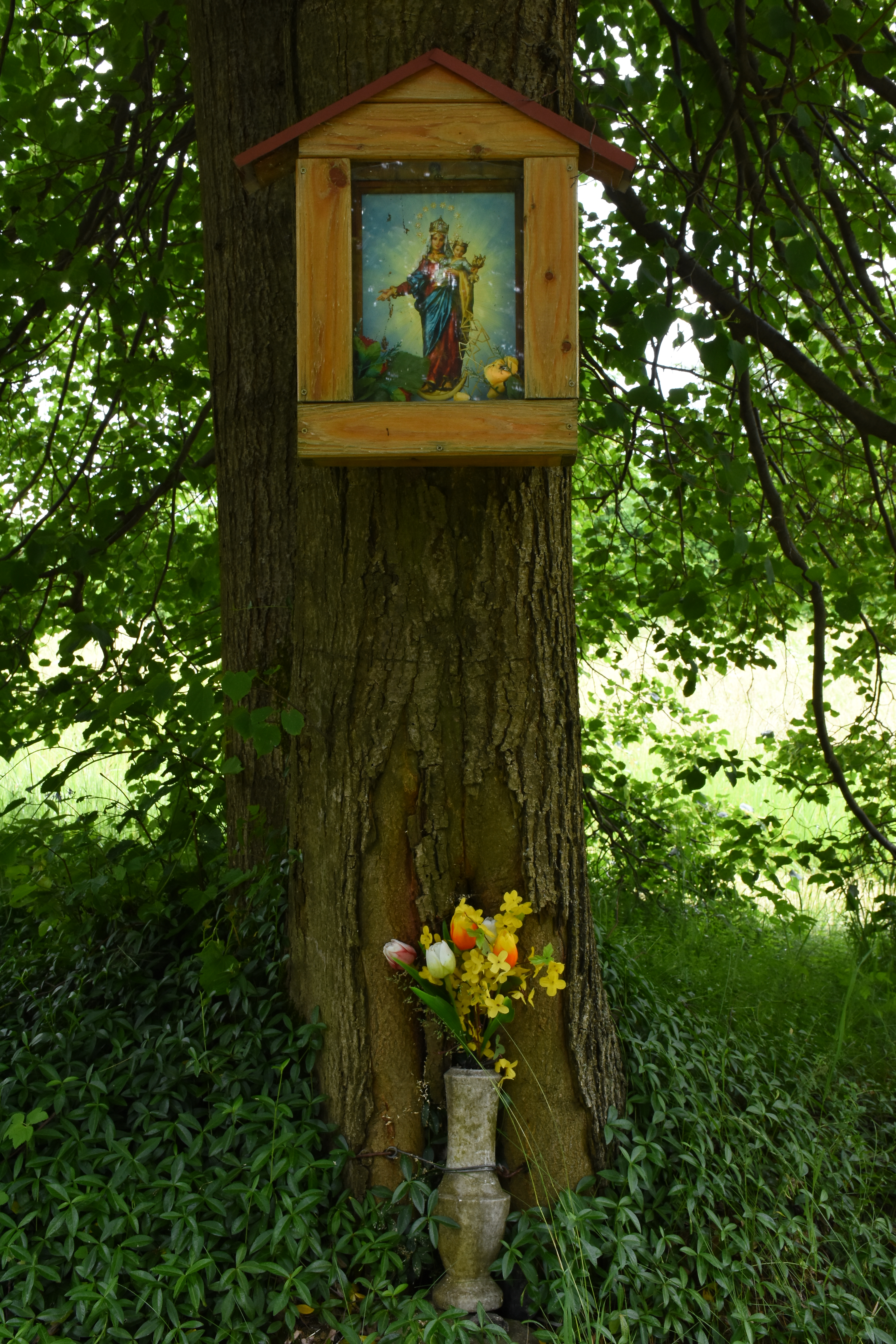
Svatý obrázek
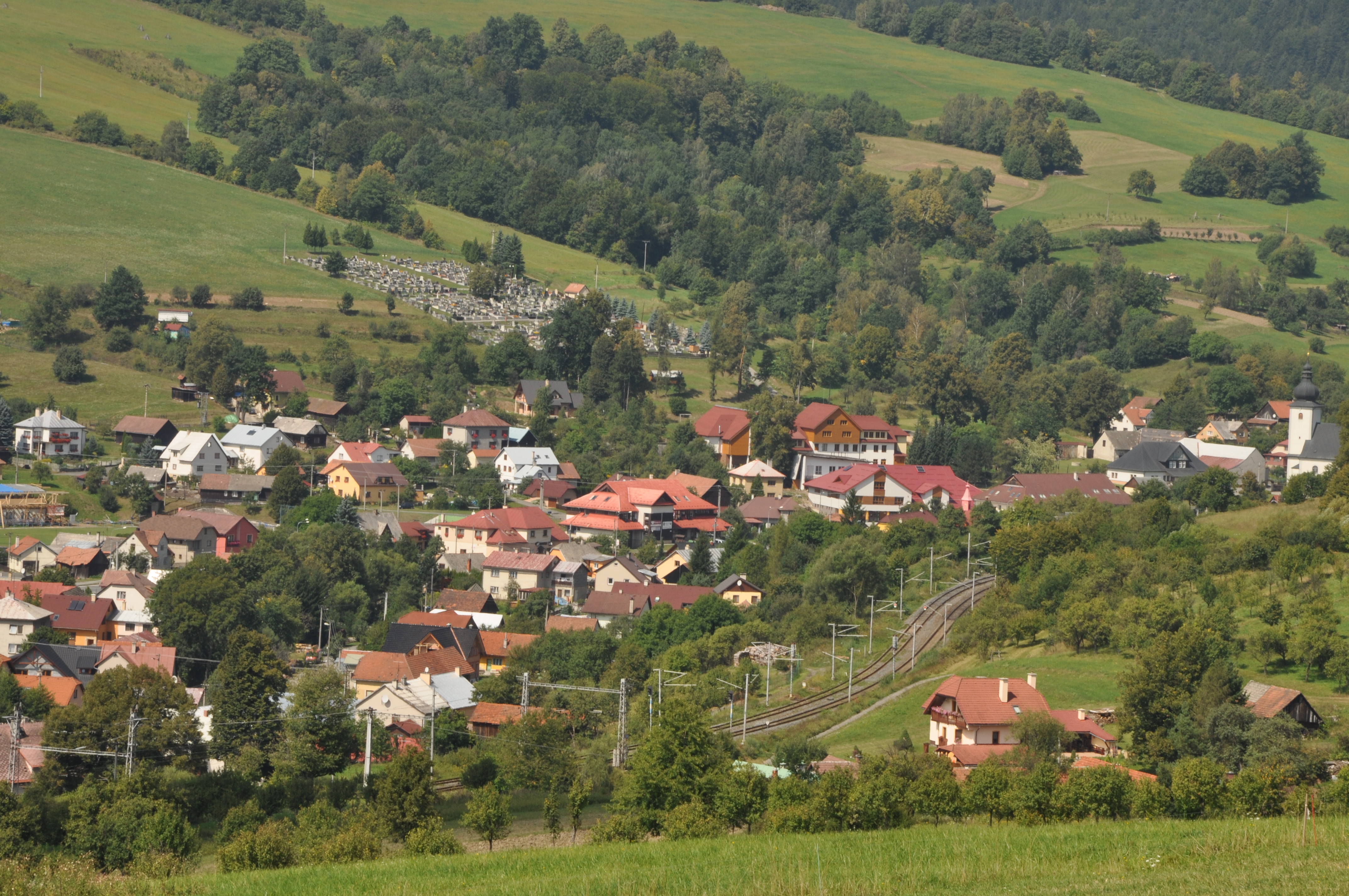
Celkový pohled